# جوسایا رایسوکه
جوسایا رایسوکه (انگلیسی: Josaia Raisuqe؛ زادهٔ ۲۲ ژوئیهٔ ۱۹۹۴) بازیکن راگبی ۱۵ نفره اهل فیجی است.
وی در مسابقات کشوری و بین‌المللی در مجموع برندهٔ ۱ مدال نقره شده است.